# Me & My Brother
Me & My Brother è il terzo disco registrato dal duo "Ying Yang Twins", ed è il primo prodotto dal label TVT Records, proprio in questo primo disco si ritrova il successo degli Ying Yang con il beatmaker Lil Jon "Salt Shaker".

## Tracce
1. Them Braves"
2. "Hahn"
3. "Whats Happenin!"  (featuring Trick Daddy)
4. "Grey Goose"
5. "Salt Shaker"  (featuring Lil Jon & the East Side Boyz)
6. "Georgia Dome (Get Low Sequel)"
7. "What The Fuck!"  (featuring Bone Crusher & Killer Mike)
8. "Calling All Zones"
9. "Me & My Brother"
10. "Hard"  (featuring K.T.)
11. "The Nerve Calmer"
12. "Naggin"
13. "Naggin Part II (The Answer)" (Performed by Ms Flawless & Tha Rhythum)
14. "Armageddon"